# Omitama
Omitama (japanisch 小美玉市 Omitama-shi) ist eine kreisfreie Stadt in Japan in der Präfektur Ibaraki.

## Geographie
Omitama liegt südlich von Mito und nordöstlich von Tsukuba.

## Geschichte
Die Stadt Omitama wurde am 27. März 2006 aus den ehemaligen Gemeinden Ogawa, Minori und Tamazato gegründet.

## Verkehr
- Zug:
  - JR-Joban-Linie
- Straße:
  - Joban-Autobahn
  - Nationalstraße 6
  - Nationalstraße 355

Der internationale Flughafen Ibaraki entstand aus dem Militärflugplatz Hyakuri und wird national und international angeflogen.

## Städtepartnerschaften
- Abilene (Kansas), USA

## Angrenzende Städte und Gemeinden
- Ishioka
- Namegata
- Hokota
- Kasama (Ibaraki)